# Ґрабув (Воломінський повіт)
Ґрабув (пол. Grabów) — село в Польщі, у гміні Тлущ Воломінського повіту Мазовецького воєводства.
Населення — 114 осіб (2011).
У 1975-1998 роках село належало до Остроленцького воєводства.

## Демографія
Демографічна структура станом на 31 березня 2011 року:
|          | Загалом | Допрацездатний вік | Працездатний вік | Постпрацездатний вік |
| -------- | ------- | ------------------ | ---------------- | -------------------- |
| Чоловіки | 55      | 11                 | 40               | 4                    |
| Жінки    | 59      | 12                 | 36               | 11                   |
| Разом    | 114     | 23                 | 76               | 15                   |